# رمیش (کانتون)
ایالت رمیش (به لاتین: Remich Canton) کانتونی در کشور لوکزامبورگ است که در Grevenmacher District واقع شده‌است.

## خصوصیات
رمیش ۱۲۷٫۸۷ کیلومترمربع مساحت و ۱۷٬۲۸۲ نفر جمعیت دارد.